# Johannes Classen (Pädagoge)
Johannes Classen (* 21. November 1805 in Hamburg; † 31. August 1891 ebenda) war ein deutscher Pädagoge und Altphilologe.

## Leben

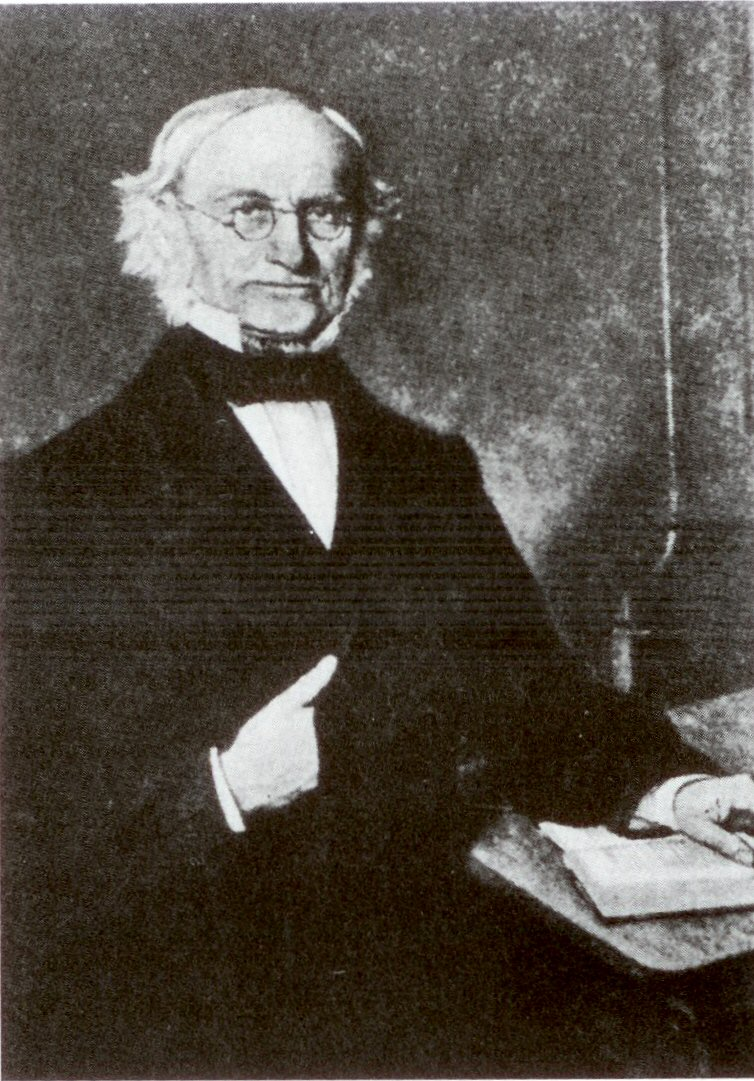
Johannes Classen

Classen war Schüler des Johanneums in seiner Vaterstadt und schon 1825 Mitglied der Freimaurerloge Absalom zu den drei Nesseln.
Er  studierte Philologie und Geschichte bei Barthold Georg Niebuhr in Bonn, wo er sich 1829 habilitierte. Seit 1827 lebte er im Haus seines Lehrers, dessen Sohn Marcus er unterrichtete. Als Niebuhr 1831 starb und ihm seine Frau nur neun Tage später folgte, nahm Classen sich der drei verwaisten Kinder an. Er brachte sie nach Kiel und blieb dort ein Jahr, bis er 1832 zunächst als Adjunkt an das Joachimsthalsche Gymnasium in Berlin gerufen wurde, ein Jahr später als Professor an das Katharineum zu Lübeck, wo er 1848–1851 auch Direktor der Gesellschaft zur Beförderung gemeinnütziger Tätigkeit war.
1853 wurde er Direktor des Städtischen Gymnasiums in Frankfurt am Main. Unter seinem Vorgänger Johann Theodor Vömel, der die Schule seit 1823 leitete, hatte das traditionsreiche Gymnasium einen Niedergang erlebt. Vömel galt als unzulänglicher, in Kleinigkeiten befangener Schulmeister. Unter Classens Leitung hielt ein neuer Geist an der Schule Einzug, den sein Schulleiter in Lübeck, Johann Friedrich Jacob, folgendermaßen beschrieben hatte:

„Weil die Schule eine moralische Anstalt ist, weil der Geist des Lehrers auf den Geist des Schülers belebend wirken soll, so muß jenem Freiheit des Geistes und Freiheit der Wirksamkeit, so weit es immer möglich ist, zugestanden, in diesem freie Empfänglichkeit vor allem gepflegt werden.“

1855 setzte Classen beim Consistorium, der Schulaufsichtsbehörde der Freien Stadt Frankfurt, eine Reform des Lehrplans, der Prüfungsordnung und der Schulordnung durch. Voraussetzung für die Erteilung des Abiturs war nun ein siebenjähriger Schulbesuch (vorher sechs Jahre). Wichtigste Prüfungsleistung war eine freie lateinische Arbeit, die der Abiturient im letzten Semester anzufertigen hatte, daneben wurden durch die Lehrerkonferenz die Noten in allen obligatorischen Unterrichtsgegenständen sowie in Betragen und Fleiß festgestellt.
Unter Classens Leitung kam die Schule rasch wieder zu großem Ansehen, nicht zuletzt auch wegen der qualifizierten Lehrkräfte, die Classen nach Frankfurt zu holen vermochte. Zu ihnen zählten die Historiker Johannes Janssen und Georg Ludwig Kriegk und der Altphilologe Alfred Fleckeisen.

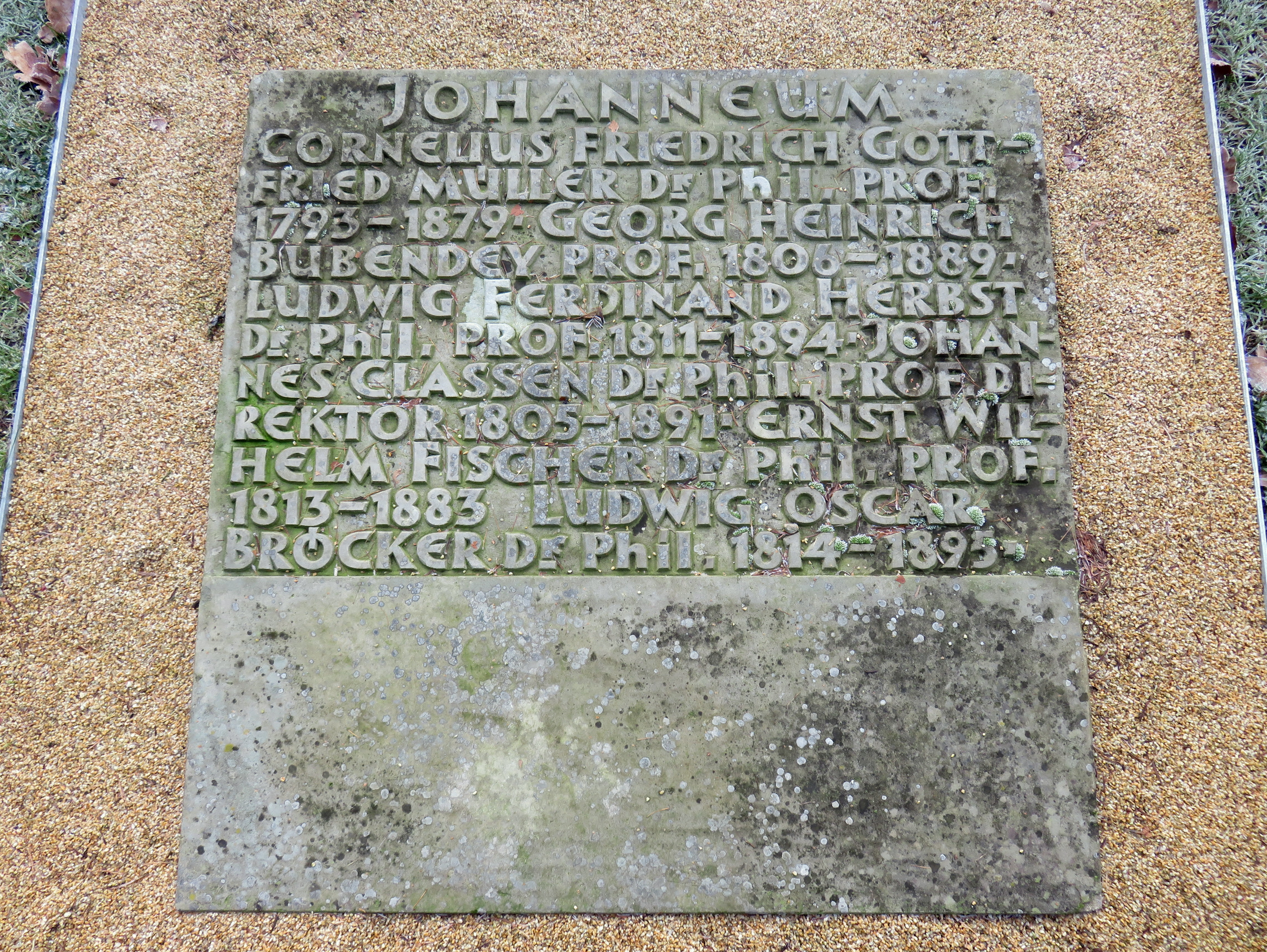
„Johannes Classen Dr. Phil. Prof. Direktor“, Sammelgrab Johanneum, Friedhof Ohlsdorf

1861 war er zusammen mit Fleckeisen Präsident der Frankfurter Philologenversammlung.
1864 nahm Classen einen Ruf als Direktor des Johanneums in seiner Vaterstadt Hamburg an, nachdem er bereits 1860 einen Ruf abgelehnt hatte. Sein Nachfolger am Frankfurter Gymnasium wurde Tycho Mommsen.
1874 wurde Classen pensioniert und widmete sich fortan seiner wissenschaftlichen Tätigkeit, vor allem seinem Hauptwerk, der Herausgabe sämtlicher Werke des Thukydides in einer achtbändigen Schulausgabe. 1879 erhielt er aus Anlass seines fünfzigjährigen Doktorjubiläums ein Stipendium für einen längeren Studienaufenthalt in Italien und Griechenland.
Classen starb am 31. August 1891 in Hamburg.
Auf dem Ohlsdorfer Friedhof wird auf der Sammelgrabplatte Johanneum des Althamburgischen Gedächtnisfriedhofs unter anderem an Johannes Classen erinnert. 1950 wurde der Classenweg und 1951 der Classenstieg im Hamburger Stadtteil Wellingsbüttel nach ihm benannt.

## Werke
- Jakob Micyllus. Rector zu Frankfurt und Professor zu Heidelberg von 1524 bis 1558, als Schulmann, Dichter und Gelehrter. Verlag für Kunst und Wissenschaft, Frankfurt am Main 1859 (Digitalisat).
- Barthold Georg Niebuhr. Friedrich Andreas Perthes, Gotha 1876, Digitalisat
- Die ehemalige Handelsakademie des Professors J. G. Büsch und die Zukunft des akademischen Gymnasiums in Hamburg, Verlag W. Mauke Söhne, Hamburg, 1865, Digitalisat
- Herausgabe der Werke des Thukydides (acht Bände, 1. Auflage 1862–1878)
- Herodotus. Lebensabriss. Abweichungen seines ionischen Dialekts vom attischen. Besondrer Abdruck aus der 10. Auflage von Jakobs Attika herausgegeben von Johannes Classen, 2. Aufl., Frommann, jena 1876, Digitalisat